# Jenolidia jenniferae
Jenolidia jenniferae är en insektsart som beskrevs av Nielson 1982. Jenolidia jenniferae ingår i släktet Jenolidia och familjen dvärgstritar. Inga underarter finns listade i Catalogue of Life.